# じゅげむ (ゲーム雑誌)
『じゅげむ』（Jugem）は、メディアファクトリー（創刊時はリクルート）が1995年から1999年まで刊行していたゲーム雑誌。
1994年末の次世代ゲーム機ラッシュに呼応する形で創刊（創刊時に「寿限夢」と漢字表記、後に「じゅげむ」とひらがな表記）。角川書店の『Game Walker』と同様に高年齢層を対象にしており、メジャーな家庭用ゲーム機の全機種から、マイナーなパソコンの全OS機種まで、毎号に渡って網羅し、まさに全てのゲームハードを対象にした総合ゲーム誌であった。
また平林久和・赤尾晃一・飯野賢治らがコラムを執筆していた。さらに、ゲーム専門家の会議を開いて選出した「じゅげむの100選」、「史上最強のゲーム・ベストナイン」等、全ての歴代ゲームソフトの中から秀作をピックアップする企画が多かったのも当時の類似雑誌になかった特徴であった。

## 連載

### レビュー
- GOO BOO OBJECTION

街角やイベント会場などで声をかけた女性たちに、注目ゲームやゲームキャラクターの感想を聞いたり、読者による短い感想を、GOO（良い）、BOO（悪い）に分けて掲載したりした。冒頭のカラーページに、7Pに渡って掲載された。

### 漫画
- 山崎浩「ゲーム開発物語」

クリエイターの伝記を漫画にしたもの。
- 小林真文「小林真文のあの方と私」

小林真文が取材したゲーム開発チームやプレイしたゲームについて描いたもの。

### 著名人の連載
- よゐこのげぇむ道

よゐこがゲームを企画するもの。コナミより、ゲームボーイ用ソフト『おわらいよゐこのげえむ道〜オヤジ探して3丁目〜』として発売された。
- 岡本吉起のつまらん悩みに昇竜拳

岡本吉起が読者からのお悩みはがきに答えるコーナー。
- D2タイムス

『Dの食卓2』を制作中の飯野賢治へのインタビューで構成。記事の制作にレッカ社が参加した。

### 読者投稿
- オレゲーSCRAMBLE

読者が思い出のゲームについて、感想や思い入れを語るコーナー。